# 1078

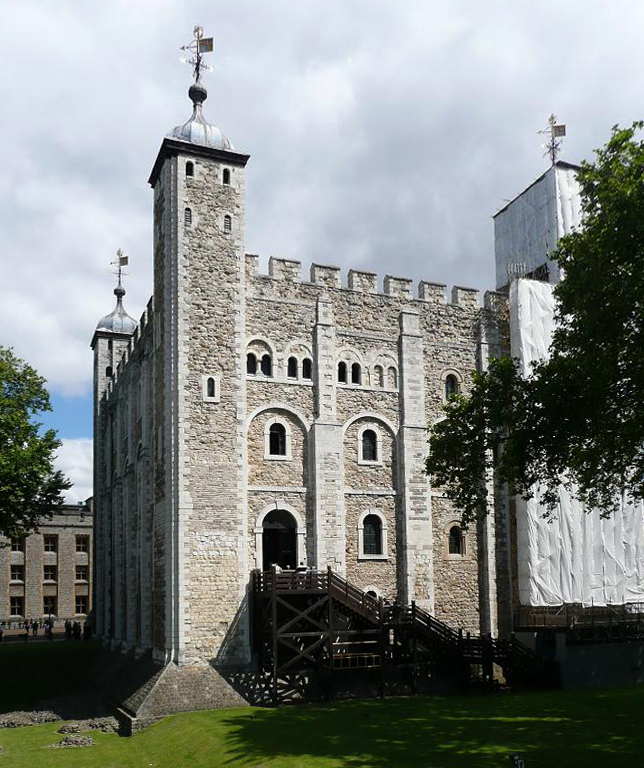
White Tower, Londen

Het jaar 1078 is het 78e jaar in de 11e eeuw volgens de christelijke jaartelling.

## Gebeurtenissen
- 7 augustus - Slag bij Mellrichstadt tussen Hendrik IV enerzijds en tegenkoning Rudolf van Rheinfelden en Otto van Northeim. De keizer lijdt gevoelige verliezen.

zonder datum
- Nikephoros III Botaneiates komt in opstand tegen Michaël VII Doukas, laat zich tot keizer uitroepen en trouwt Michaëls vrouw.
- Tegenkeizer Philaretos Brachamios accepteert het keizerschap van Nikephoros, in ruil voor het hertogschap over een nieuw hertogdom Antiochië en andere titels.
- Willem de Veroveraar beveelt de bouw van de White Tower, onderdeel van de Tower of London.
- Odo van Châtillon (de latere paus Urbanus II) wordt bisschop van Ostia en kardinaal.
- Raymond Berengarius II trouwt met Mathilde van Calabrië
- Voor het eerst genoemd: Gruitrode, Lendelede, Tübingen

## Opvolging
- patriarch van Alexandrië (koptisch) - Cyrillus II in opvolging van Christodolus
- Bourbon - Archimbald IV opgevolgd door zijn zoon Archimbald V
- Byzantium - Michaël VII Doukas opgevolgd door Nikephoros III Botaneiates
- Chalon - Hugo II opgevolgd door zijn zuster Adelheid II
- bisdom Freising - Ellenhard opgevolgd door Meginward
- Kiev - Izjaslav I opgevolgd door zijn broer Vsevolod I
- Leuven - Hendrik II opgevolgd door zijn zoon Hendrik III
- Mâcon - Gwijde II opgevolgd door zijn neef Willem I van Bourgondië
- Savoye - Peter I opgevolgd door zijn broer Amedeus II
- bisdom Terwaan - Drogo opgevolgd door Hubertus
- Tirol - Albert I opgevolgd door zijn zoon Albert II

## Geboren
- Constance van Frankrijk, echtgenote van Bohemund I van Antiochië
- ibn Quzman, Andalusisch dichter
- Adolf I, graaf van Berg (1093-1106) (jaartal bij benadering)
- Alexander I, koning van Schotland (1107-1124) (jaartal bij benadering)
- Ida van Chiny, echtgenote van Godfried I van Leuven (jaartal bij benadering)
- Thomas I, graaf van Amiens en heer van Coucy (1116-1130) (jaartal bij benadering)
- ibn Toemart, Marokkaans religieus leider, stichter van de Almohadendynastie (jaartal bij benadering)

## Overleden
- 19 januari - Irmengard van Susa (~57), echtgenote van Otto III van Zwaben en Egbert I van Meißen
- 26 augustus - Herluin (~84), Frans kloosterstichter
- 3 oktober - Izjaslav I (~54), grootvorst van Kiev (1054-1078)
- 5 november - Berthold van Zähringen, hertog van Karinthië en markgraaf van Verona (1061-1073)
- 11 november - Udo van Nellenburg, aartsbisschop van Trier (1066-1078)
- Archimbald IV, heer van Bourbon
- Drogo, bisschop van Terwaan
- Hendrik II (~58), graaf van Leuven en Brussel (1054-1078)
- Hugo II, graaf van Chalon (1065-1078)
- Peter I (~30), graaf van Savoye (1059-1078)
- Sophia van Verdun, Frans edelvrouw
- Everhard van Nellenburg, Zwabisch edelman (jaartal bij benadering)